# Cyklokonwerter
Cyklokonwerter - jest przekształtnikiem wielofazowego napięcia przemiennego na napięcie przemienne (jedno- lub wielofazowe) w którym nie występuje pośredniczący obwód napięcia stałego. Zmiana częstotliwości odbywa się na przyłączaniu bezpośrednio do wyjścia cyklokonwertera odpowiedniego fragmentu sinusoidy napięcia wejściowego. Stosowany przede wszystkim do uzyskiwania niskich częstotliwości napięcia wyjściowego.